# Nike des Kallimachos
Die Nike des Kallimachos, auch „Kallimachos-Monument“ genannt, ist eine rundplastische Darstellung der Siegesgöttin Nike aus parischem Marmor eines unbekannten Bildhauers. Gestiftet wurde die Statue von dem athenischen Feldherrn und Politiker Kallimachos um 490 v. Chr. auf der Athener Akropolis.

## Fundgeschichte

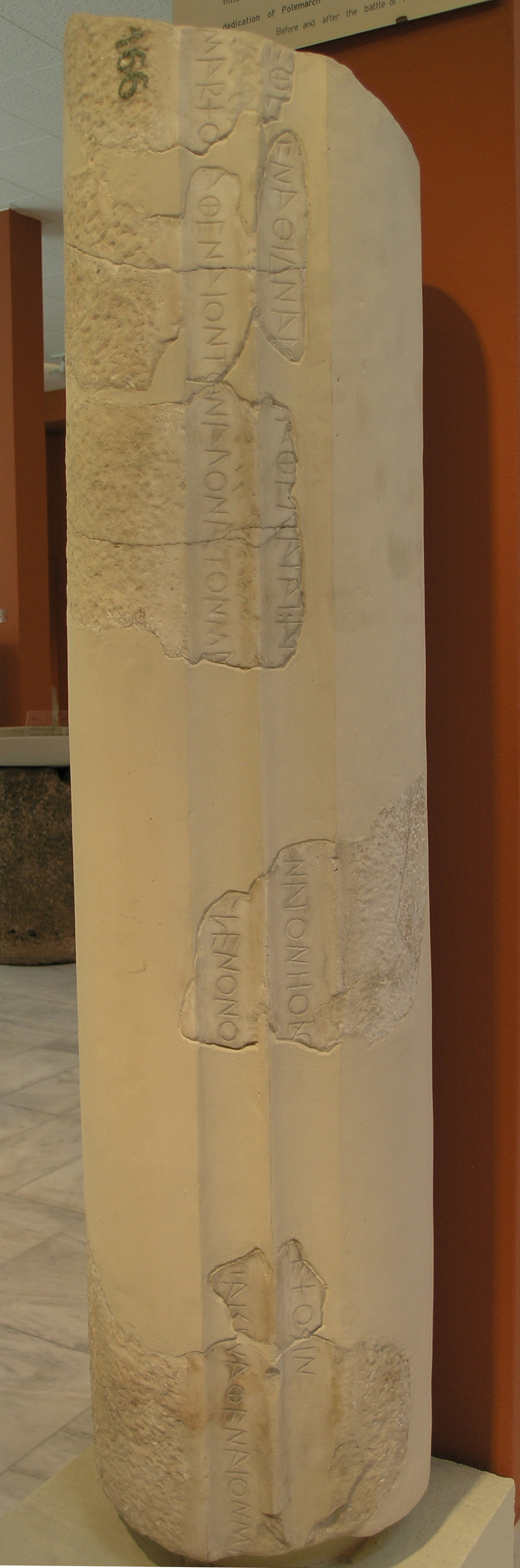
Dedikationsinschrift des Kallimachos

Im Jahr 1886 wurden bei Ausgrabungen in den Mauern der Akropolis in Athen Statuenfragmente entdeckt, die aus einem weiblichen, ehemals geflügelten Torso, einem entsprechenden Unterkörper, einem ionischen Kapitell und Fragmenten einer Säule bestehen.
Die Figur konnte durch ihre Flügel und ihren Aufstellungskontext als Nike identifiziert werden. Auf einem dieser Fragmente hat sich eine Inschrift des Kallimachos erhalten.

## Beschreibung
Die Nike ist in zwei großen Fragmenten erhalten. Der Großteil des Kopfes, der linke Arm und die Füße fehlen. Der rechte Arm fehlt ab dem Vorderarm. Die erhaltenen Fragmente haben eine Gesamthöhe von 140 cm.
Das Oberkörperfragment zeigt eine weibliche Figur, die einen Chiton und einen Schrägmantel trägt. Der Chiton weist deutliche Zickzackfalten auf, die sich auf dem Unterkörperfragment fortsetzen. Das Unterteil ist das einer stark bewegten Figur, die in weiter Schrittstellung nach links dargestellt ist.
Im Gegensatz zu diesem in Seitenansicht gezeigten Unterkörper steht der frontal dargestellte Torso. Insgesamt lässt sich eine seitlich bewegte Skulptur erkennen, die im so genannten archaischen Knielaufschema dargestellt ist.
Das Knielaufschema wurde in der Antike für frei durch die Luft eilende Flügelfrauen verwendet, wobei das Gewand die rein technische Funktion der Verankerung der Figur mit der Basis übernimmt. Zudem zeugen die starren Falten des Chiton nicht von äußeren Einflüssen und unterstützen in keiner Weise die Darstellung des Schwebens.
Diese beabsichtigte Darstellung des Schwebens konnte mit den künstlerischen Mitteln der Archaik nur mit Hilfe des Knielaufschemas umgesetzt werden. Auch konnte die Wirkung der Schwerkraft auf die Gewänder in der Kunst nicht wirklichkeitsnah thematisiert werden. So ist das Motiv des Schwebens in der Archaik noch nicht gelungen. Der Versuch der Darstellung des sich frei in der Luft Bewegens, wird bei der so genannten Nike des Kallimachos vor allem durch eine Teilung der Figur unternommen, sodass die verschiedenen Ansichten des Ober- und Unterkörpers eine Bewegung innerhalb der Skulptur erzeugen.
Insgesamt bleibt die Nike aber deutlich mit ihrer Standfläche verbunden.
In der Säule ist fragmentarisch eine Dedikationsinschrift erhalten. Diese nennt den Archon Polemarchos Kallimachos als Stifter und weist die Nike als „Botin der Unsterblichen“ (ἄνγελον ἀθανάτον) aus.

## Datierung
Aufgrund der Erwähnung des Kallimachos als Stifter wird das Anathem in die spätarchaische Epoche um das zweite Jahrzehnt des 5. Jahrhunderts v. Chr. datiert. Kallimachos führte den Befehl in der Schlacht bei Marathon, in der er den Tod fand.

## Rekonstruktion
Die Fragmente weisen untereinander keine Verbindungsstellen auf, sodass bis heute keine zufrieden stellende Rekonstruktion derselben vorgenommen werden konnte.
Der linke Arm war vermutlich frei zur Seite ausgestreckt und muss leicht erhoben gewesen sein. Die Rekonstruktion des rechten Armes erfolgt unterschiedlich. Gulaki postuliert, dass die rechte Hand der Nike an das Gewand greift, ein Bewegungsmotiv, das von zahlreichen Korendarstellungen bekannt ist. Andere rekonstruieren die Figur mit einem Heroldsstab als Attribut.

## Aufstellungskontext
Kallimachos gelobte die Weihung der Nike vermutlich vor der Schlacht bei Marathon in Erwartung seines Sieges.
Im Gegensatz zu Nikedarstellungen in anderen Kunstgattungen, die fast ausschließlich anhand ihrer Attribute und der Begleitszenen begriffen werden können, ist dies in der Rundplastik nicht notwendig. Sie findet allein als Symbol für einen errungenen militärischen Sieg Verwendung. So auch die Nike des Kallimachos. Die Inschrift weist sie als „Botin der Unsterblichen“ aus. Sie ist Überbringerin der Nachricht des Sieges den die Götter gegeben haben.
Es darf somit angenommen werden, dass es sich bei Nike in der spätarchaischen Epoche nicht um eine eigenständige Kultgottheit gehandelt hat. Sie ist weder direkt für den Sieg verantwortlich noch greift sie aktiv in das Geschehen ein. Auch beeinflusst sie in keiner Weise den Ausgang einer kriegerischen Auseinandersetzung.
Die Nike des Kallimachos ist heute im Akropolismuseum von Athen aufbewahrt.